# Pogromy ve Lvově

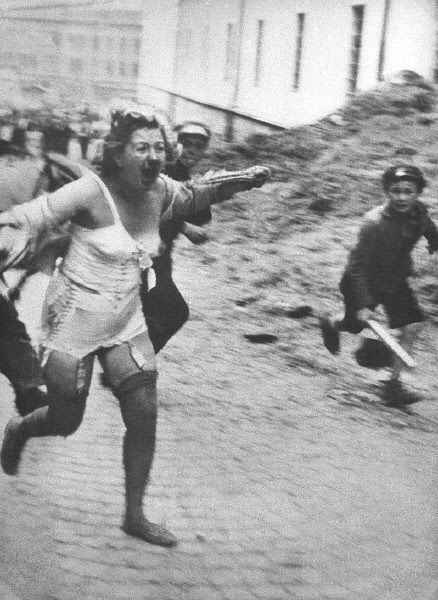
Pogrom ve Lvově v červenci 1941

Pogromy ve Lvově byly dva masakry Židů žijících ve Lvově nebo jeho okolí v okupovaném Polsku (nyní Ukrajina). Pogromy proběhly během druhé světové války, od 30. června do 2. července a od 25. do 29. července 1941. Podle památníku Jad Vašem bylo jednotkami Einsatzgruppen, ukrajinskými nacionalisty a ukrajinskými milicemi zavražděno 6 000 Židů. Během meziválečného období byl Lvov třetím největším židovským osídlením v Polsku. Počet židovských obyvatel se zvýšil přílivem uprchlíků z Němci okupovaného Polska na více než 200 000. 

## První pogrom

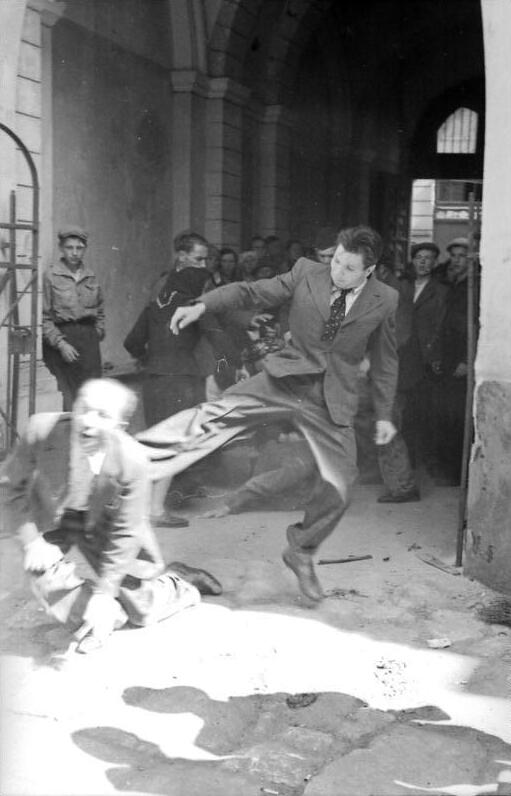
Muž bitý pravděpodobně během pogromu

Ihned poté, co Němci vstoupili do města, zorganizovaly jednotky Einsatzgruppen ve spolupráci s ukrajinskými nacionalisty, pogrom jako odplatu za masakr, kdy sovětský NKVD zavraždil přibližně 9 000  vězňů (zejména polské a ukrajinské intelektuály a politické aktivisty) ve třech lvovských vězeních (vězení Brygidki, vězení na ulicích Łąckiego a Zamarstynowska). Podle ukrajinských badatelů byla většina z těchto obětí Ukrajinci. Ačkoli byli Židé také mezi oběťmi NKVD, Ukrajinci je považovali za spoluviníky. Před masakrem Němci a Ukrajinci šířili fámy, které zapletly Židy do zabíjení ukrajinských politických vězňů. Dav se vymkl kontrole, došlo k napadání, zneužívání, mučení a vraždění Židů, znásilňování židovských žen, o čemž pořídili bohatou fotodokumentaci němečtí vojáci. Ukrajinské milice po obsazení Lvova narychlo vytvořily Organizaci ukrajinských nacionalistů. Od konce června do začátku července 1941 bylo během pogromů zavražděno přibližně 4 000 Židů.

## Petljurovy dny
Druhý pogrom se konal na konci července roku 1941 a byl pojmenován „Petljurovy dny“ (polsky Dni Petlury) po zavražděném ukrajinském veliteli Symonu Petljurovi. Tento pogrom byl údajně organizován ukrajinskými nacionalisty s německou podporou. 25. července se ukrajinští ozbrojenci z okolí města připojili k ukrajinské milici a účastnili se násilností proti Židům. Tato skupina napadla každého Žida, s kterým se setkala, obušky, noži a sekerami. Židé byli vzati k židovskému hřbitovu a brutálně zavražděni. Ukrajinská policie obcházela ve skupinách po pěti a kontrolovala připravené seznamy. Asi 2 000 lidí bylo zavražděno během přibližně tří dnů. Podle Richarda Breitmana zemřelo při tomto pogromu 5 000 Židů. Kromě toho bylo asi 3 000 osob (většinou Židů) popraveno na Městském stadionu německou armádou.

## Následující události
Po pogromech bylo zřízeno lvovské ghetto, do kterého bylo umístěno asi 120 000 Židů. Většina z nich byla během následujících dvou let deportována do vyhlazovacího tábora Belzec nebo zabita na místě. Pogromy a po nich následující zabíjení jednotkami Einsatzgruppen spolu s drsnými podmínkami v ghettu a deportacemi do nacistických koncentračních táborů, mezi které patřil i koncentrační tábor Janowska na okraji města, vyústily v téměř úplné zničení židovského obyvatelstva. Když v roce 1944 sovětské síly získaly Lvov, zůstalo pouhých 200 – 300 Židů.

## Viníci
Odborníci na holokaust připisují zabíjení Ukrajincům pod vedením ukrajinských nacionalistů.

Pokud jde o pogromy, ruské zdroje jsou docela specifické. Ruský historik Sergej Čujev napsal:
30. června začala německá správa ve Lvově s masovými represemi. Velitel "Einzatzgruppen C" Dr. Rasch podezíral z vraždy osob uvězněných ve věznici ve Lvově Židy z NKVD, což se stalo podnětem k teroru proti Židům a Polákům z města Lvov. V krvavém vraždění Židů se vyznamenaly jednotky Einsatzgruppen pod vedením SS-Brigadeführera Karla Eberharda Schenhardta. Oddíly této skupiny pod vedením H. Krugera a W. Kutshmana 4. července zavraždily 23 polských profesorů a jejich rodiny. 11. července byli zabiti další dva profesoři a později bývalý předseda vlády Polska, profesor Bartel. Na podzim roku 1941 bylo ve Lvově vytvořeno ghetto.

V roce 1958 byla v nizozemském Haagu zřízena mezinárodní komise, aby provedla nezávislé vyšetřování. Členy bylo pět bývalých protihitlerovských aktivistů: norský právník Hans Cappelen, bývalý dánský ministr zahraničí a předseda dánského parlamentu Ole Bjørn Kraft, holandský socialista Karel van Staal, belgický profesor práv Flor Peeters a švýcarský právník a poslanec Kurt Scoch. Po výslechu několika ukrajinských svědků, který probíhal od listopadu 1959 do března 1960, komise dospěla k tomuto závěru:
Po čtyřech měsících šetření a vyhodnocování 232 prohlášení svědků ze všech zúčastněných kruhů může být prokázáno, že obvinění vůči praporu Nachtigall a proti tehdejšímu nadporučíku a současnému spolkovému ministru Oberländerovi se nezakládají na skutečnosti.

Na podzim roku 1959 zahájil sovětský tisk velkou dezinformační kampaň proti ministru západoněmecké Adenauerovy vlády Theodoru Oberländerovi, který byl v roce 1941 velitelem praporu Nachtigall tvořeného z několika set ukrajinských dobrovolníků. Sověti ho obvinili z účasti na vraždách SS ve Lvově. V září roku 1959 noviny Radianska Ukraina napsaly:
Před 18 lety se fašisti v noci 29. - 30. června 1941 dopustili strašného činu ve Lvově. Hitlerovci zatkli na základě připravených seznamů stovky komunistů, komunistické mládeže a nestraníků a zavraždili je brutálním způsobem na nádvoří věznice Samarstinov.

Tato obvinění byla převzata západním tiskem a nakonec vedla k rezignaci Oberländera. Vyšetřování nejvyšším státním zástupcem okresního zastupitelství v Bonnu ho kompletně očistilo. Obvinění proti Oberländerovi a praporu Nachtigall se nicméně stále znovu objevovala v úvahách v západním tisku.